# Manisa (település)
Manisa (görögül: Μαγνησία (Magnészia), latinul: Magnesia) Törökország Manisa tartományának székhelye, İzmirtől 36 km-re, az İzmir–Isztambul autópálya mentén fekszik. 2004-ben a Financial Times Európa legköltséghatékonyabb városának nevezte Manisát.
Valószínűleg Kr. e. a 14. században alapították. Az egykoron lüdiai város a római időkben Magnesia ad Sipylum néven volt ismert. 1313-ban a Saruhanoğul szeldzsuk törzs hódította el Bizánctól, és a város nevét Manisára változtatta.
Itt található a Spil-hegyi Nemzeti Park. Manisában minden évben megrendezik a Mesir-fesztivált.
A város első osztályban szereplő labdarúgó-csapata a Manisaspor.

## Népesség
Manisa népessége a következőképp alakult 1990 és 2008 között:
| 1990    | 2000    | 2007    | 2008    |
| ------- | ------- | ------- | ------- |
| 158 928 | 214 345 | 281 890 | 278 967 |